# La cuynera catalana

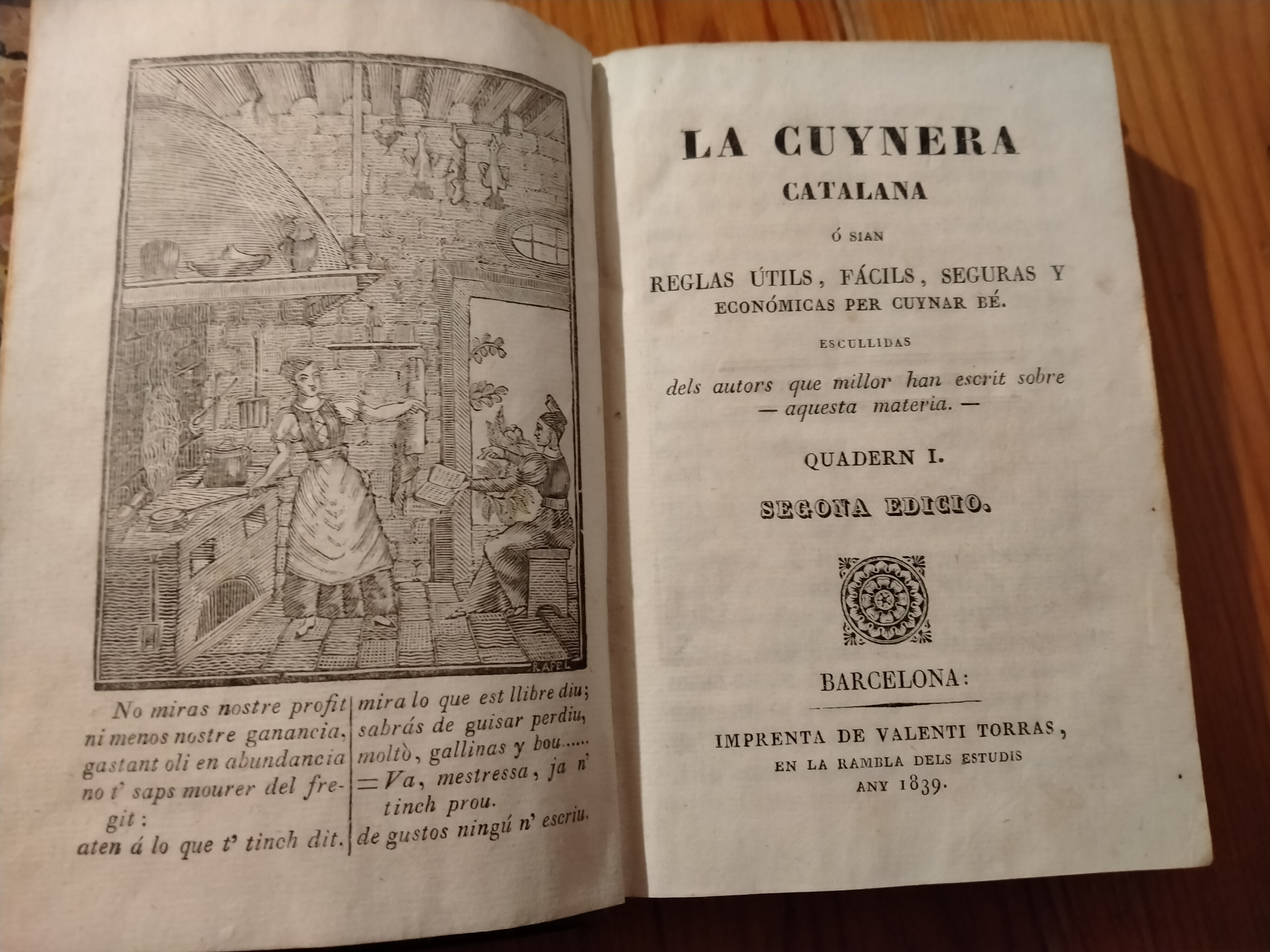
QUADERN I 2a edició de 1839

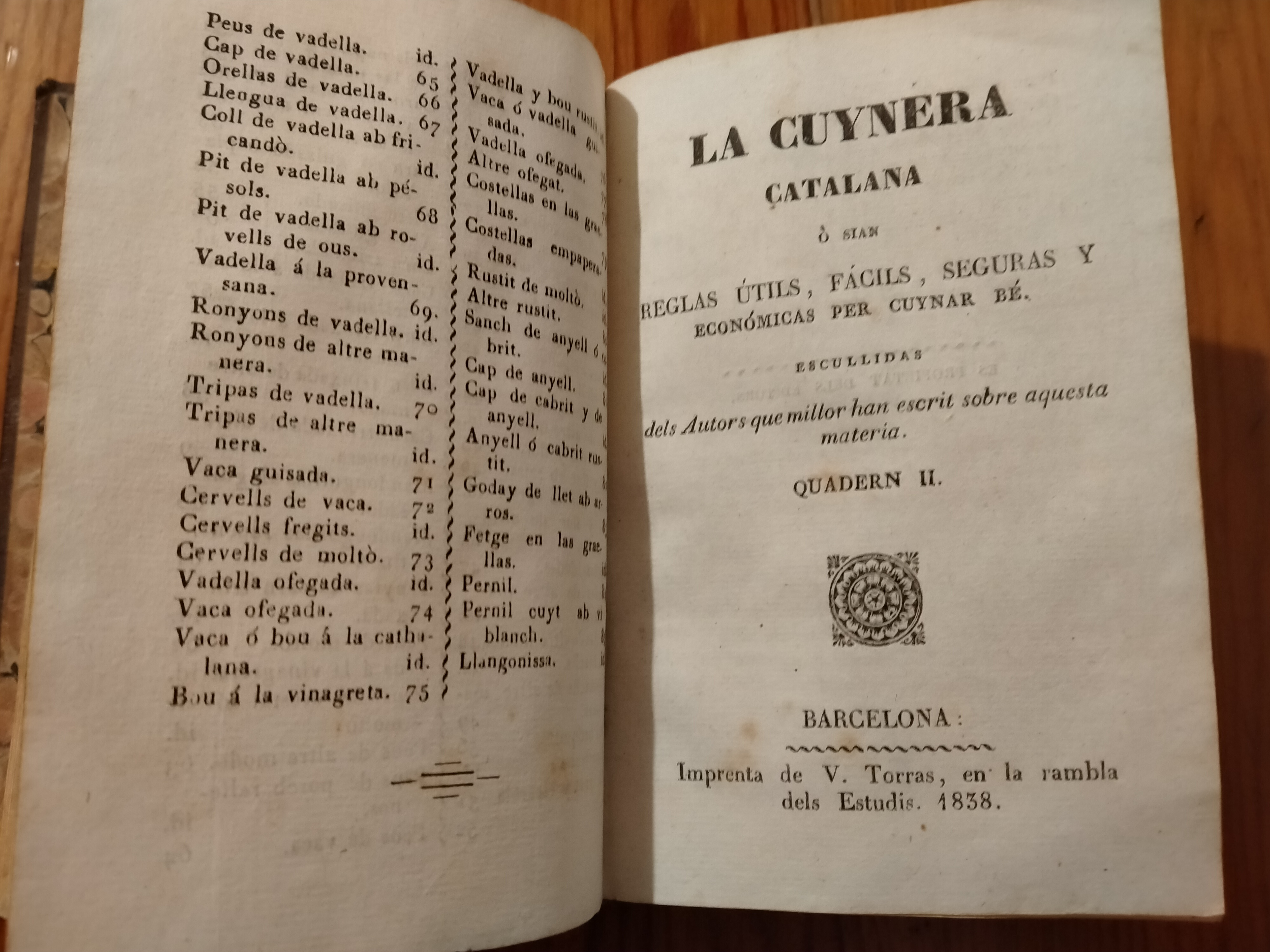
QUADERN II 1838

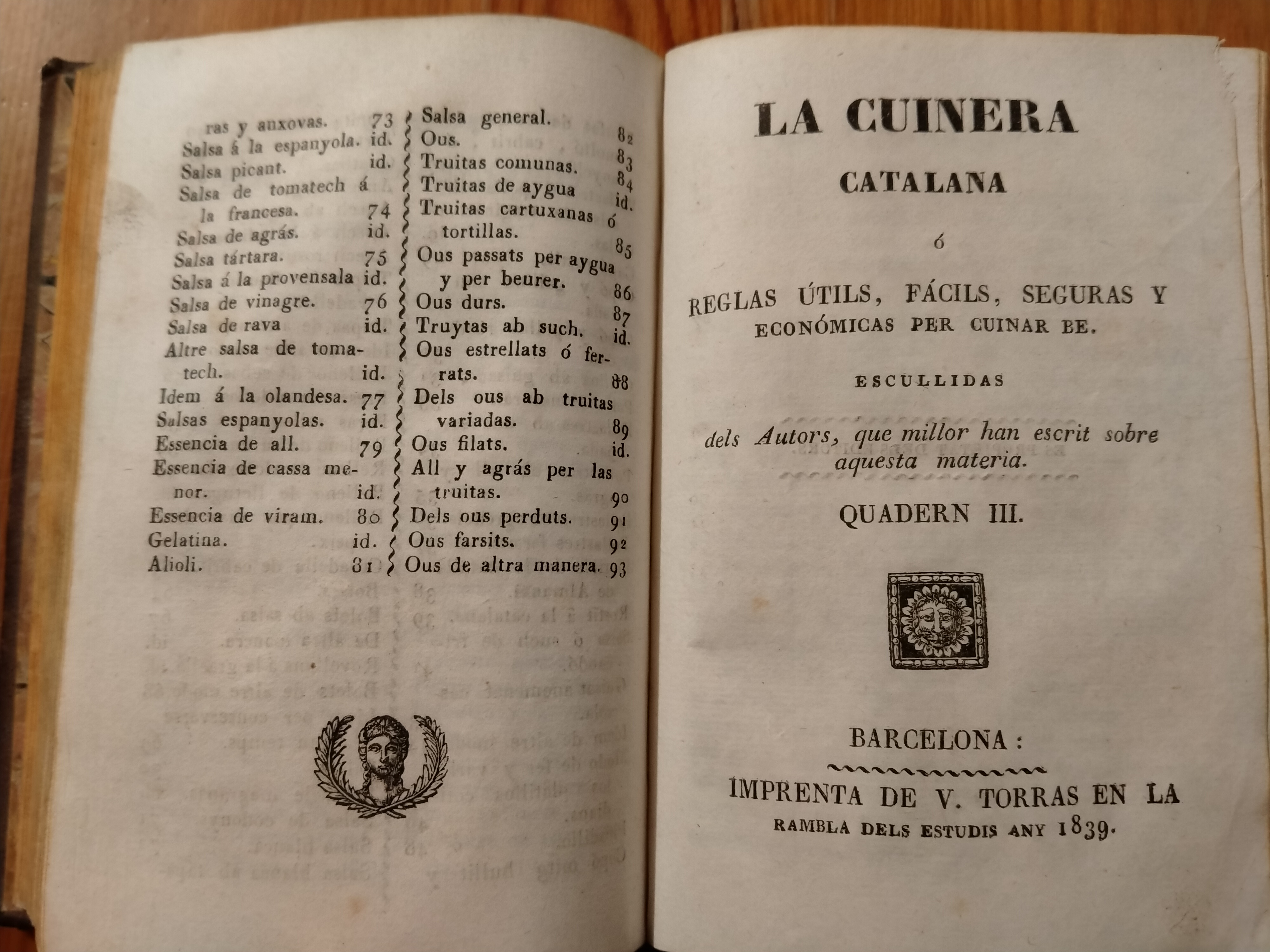
QUADERN III 1839

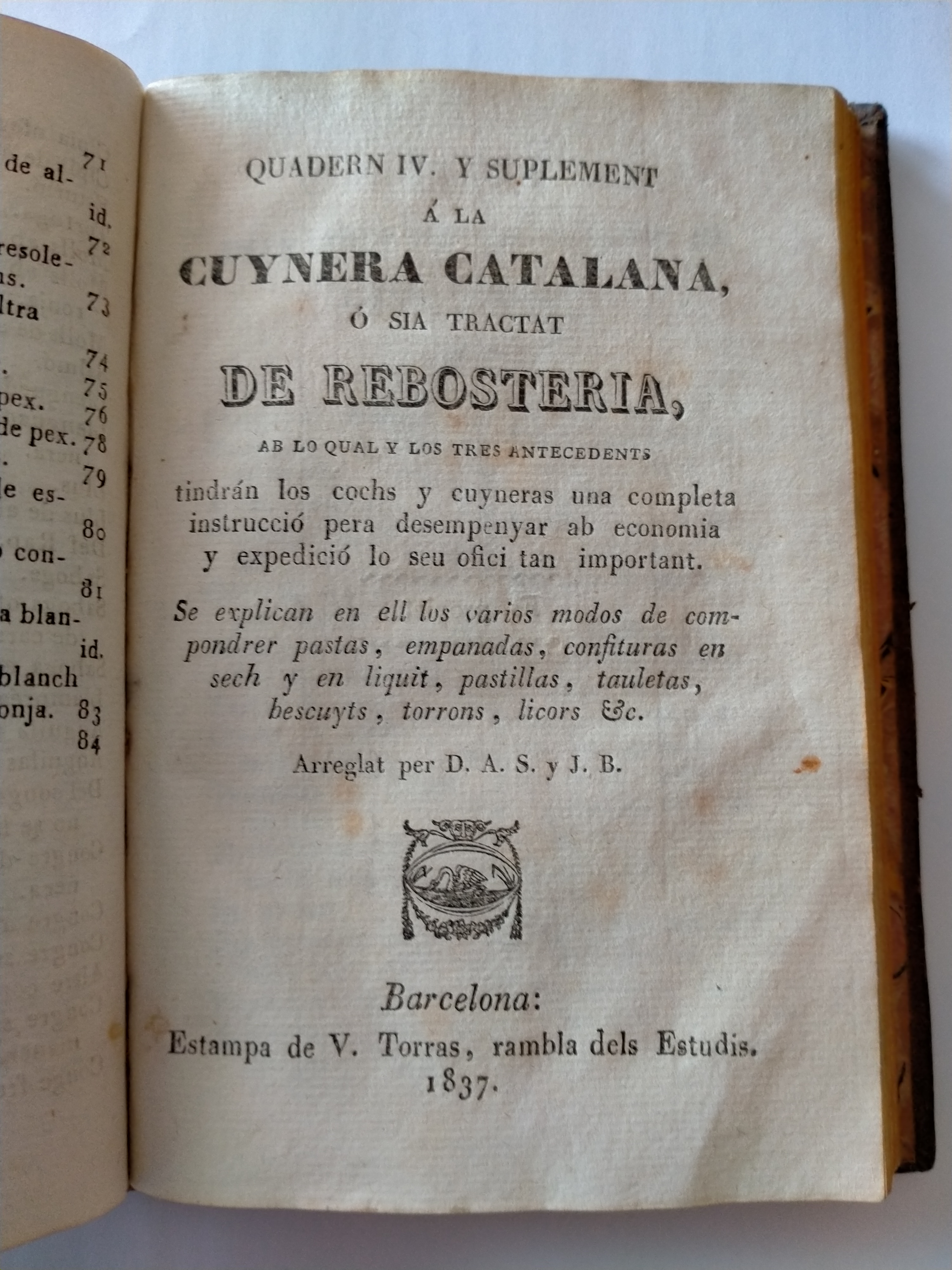
QUADERN IV 1837 1a edició

La cuynera catalana, ó sia reglas útils, fàcils, seguras y económicas per cuynar bé: escullidas dels autors que millor han escrit sobre aquesta materia, més conegut per La cuynera catalana, és un receptari pràctic anònim escrit en català l'any 1835. La cuynera catalana, però, no és tan sols un llibre de receptes. Té una voluntat didàctica i descriu hàbits higiènics, protocols a taula, conservació d'aliments i, fins i tot, economia domèstica. Les mesures de volum de líquid en aquest llibre es fan amb porrons, una antiga mesura de capacitat.
 Existeix una edició crítica i actualitzada amb introducció de l'antropòloga i gastrònoma Carme Queralt, publicada per Cossetània Edicions l'any 2009.

## Objectiu
Al quart llibre defineix el públic al qual va dirigit el manual, que està fet amb "un método clar y sensill, proporcionat á la capacitat é intelligencia dels ignorants". Destinat originalment a un públic femení, perquè a mitjan segle xix, era la cuina un espai exclusiu de les dones. Publicat en català, perquè segons l'autor, arribaria a millorar a la interlocutora directa: "Habem redactat en nostre idioma català, á fi de ferlo de un us general, y acomodat à la capacitat de tothom".
Una de les característiques diferencials de l'obra és la presència, fins ara inèdita en escrits coetanis, d'introduccions teòriques sobre hàbits higiènics, preparacions de les peces, ingredients emprats, protocol a taula i conservació. Una informació complementària que supera el mer receptari i que tenia tot el sentit per la voluntat didàctica i, sobretot, el sentit comú d'una cuina on encara es cuinava amb llenya. L'estructura del llibre també és prou exemplificadora de quins eren els hàbits alimentaris de mitjan segle xix, sobretot per a les classes populars.

## Quaderns
Està compost per quatre quaderns temàtics, a cadascun d'ells hi ha dues parts, una més teòrica i general sobre com mantenir la cuina neta, etc. i una segona part que consta d'un llistat de receptes, al final de cada quadern hi ha un índex, "taula":
- El primer quadren, compost de 88 pàgines,[3] és una introducció al que ha de ser una bona cuinera de casa amb receptes en què es dona prioritat al que menjava la majoria de la població. Estan dedicades a una trentena de brous, sopes i escudelles; una vintena més són preparacions amb verdures i llegums, i una cinquantena, carn i menuts.[1]

- Al segon quadern, de 96 pàgines,[4] hi apareixen trets essencials com l'aprofitament de carns ‘poc nobles': hi ha un munt de receptes de conill i llebre i aviram, menuts, verdures i hortalisses farcides, bolets i ous. També és el bloc de les moltes salses, algunes definitòries i decisives de la cuina catalana, com l'allioli definida com a "salsa a la catalana".[1] Es parla de la netedat i l'ordre.

- El tercer quadern, de 88 pàgines,[5] està dedicat als ‘dies de peix’ i dona fe de la importància de la religió en la dieta. Hi predominen, òbviament, els peixos, però també l'arròs i els fideus... I, fins i tot, tortugues, caragols i granotes.[1] L'excepció són les dues últimes receptes que són postres, concretament el menjar blanc (que per a aquest autor equival al mató de monja) i la crema catalana, que allà és, simplement, "crema". Es parla de les normes d'etiqueta i com ser un bon amfitrió dirigit no exclusivament a les dones, sinó més generalitzador ("a tot amo de casa").

- El quart quadern, de 104 pàgines,[6] és potser la part on s'aprecia més la influència medieval en el receptari.[1] Està dedicat a la "rebosteria" salada i dolça. Comença per una breu introducció a què es recomana conèixer els ingredients, emprar els que són de bona qualitat i avisa que en aquestes receptes s'han de seguir les proporcions donades i no posar qualsevol quantitat de cada ingredient. A la primera part del "Tractat de rebosteria" s'inclouen plats de macarrons, panades salades i coques i tartes salades de peix, carn, pollastre, verdures i fins i tot hi ha uns pastissets de granotes. Després, com si fos un nou quadern, parla de nou de consells generals, aquest cop per als dolços, i defineix conceptes de confiteria com els diferents punts del xarop (punt de bola, etc.), a les receptes explica com confitar fruites i verdures, galetes i pastetes (anomenades pastilles), bombons, melmelades, caramels, cócs (bescuyts), panellets, massapans, torrons i licors.

En conjunt sobta relativament el poc protagonisme de certs ingredients americans; plats bàsics de la cuina catalana actual com el pa amb tomàquet o el recurs de les patates com a aportació d'hidrats de carboni encara es consolidaven. A més, com a llibre sobretot de recopilació, no recull aquestes tendències integradores que es van introduir en aquell temps.